# CaixaForum Barcelona
CaixaForum es un centro cultural gestionado por la Fundación "la Caixa". Ubicado en la montaña de Montjuïc (Barcelona) y ocupa el edificio de la antigua Casaramona, una fábrica de estilo modernista proyectada por Josep Puig i Cadafalch a principios del siglo XX y rehabilitada con posterioridad para su nuevo uso como centro cultural.
CaixaForum Barcelona ofrece una amplia programación de exposiciones y actividades culturales y educativas dirigidas a todos los públicos. Además, forma parte de una red de centros CaixaForum que se extiende por varios puntos de la geografía española: CaixaForum Madrid, CaixaForum Sevilla, CaixaForum Zaragoza, CaixaForum Palma, CaixaForum Girona, CaixaForum Lérida, CaixaForum Tarragona, CaixaForum València y CaixaForum Macaya.

## Fundación "la Caixa"
La Fundación "la Caixa" ha recuperado edificios de gran interés arquitectónico en las principales ciudades del país para convertirlos en centros de divulgación cultural: una apuesta por el arte y la cultura como fuente de desarrollo personal y social que aporta a las ciudades un punto de encuentro para todas las edades entre conocimiento, personas y espacios dinámicos. 

## Edificio

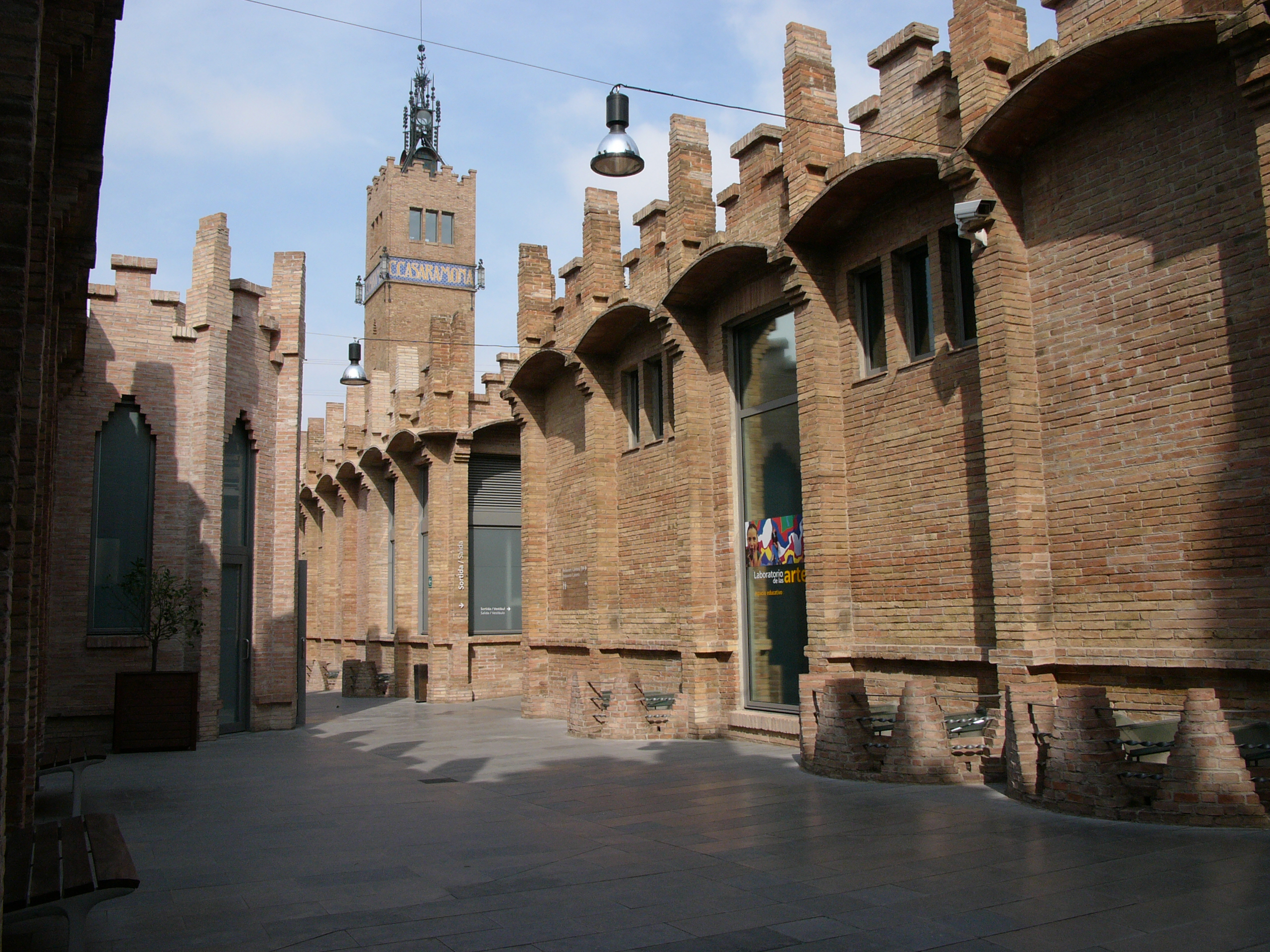
Aspecto actual de la fábrica Casaramona tras la remodelación

El edificio era propiedad del industrial algodonero Casimir Casaramona, quien en 1909 decidió reunir toda la producción de sus tres fábricas en un único edificio. Para ello, encargó la construcción al arquitecto Josep Puig i Cadafalch, una de las figuras más destacadas del modernismo catalán y quien por aquel entonces era ya un arquitecto reconocido.
La fábrica se inauguró en 1913 y cerró sus puertas en 1919. Desde entonces, el edificio sirvió a distintos usos, desde almacén para la Exposición Internacional de 1929 hasta sede de la caballería de la Policía Nacional. 
La Fundación "la Caixa" lo adquirió en 1963, fue declarado Bien de Interés Cultural en los años setenta y en 1993 se inician las obras de restauración, modernización y adaptación para su uso cultural y social como CaixaForum Barcelona.
Para ello, se planteó una restauración cuidadosa, respetando al máximo arquitectura, materiales, colores y técnicas. Constó de varias fases: 
- La primera, de consolidación y restauración, se encargó al arquitecto especialista en modernismo, Francisco Javier Asarta. En ella se recuperó el aspecto externo original, los elementos decorativos en piedra, ladrillo y hierro y se eliminaron los añadidos.
- Durante la segunda fase —desarrollada por los arquitectos Roberto Luna y Robert Brufau— se creó un gran vestíbulo subterráneo y se adaptaron los talleres de la fábrica como salas de exposiciones. El proyecto permitió ganar 5000 m² subterráneos y la creación de una nueva entrada.
- Finalmente, se diseñaron el auditorio, los almacenes y otros espacios de la planta baja, y se les encargó al arquitecto japonés Arata Isozaki y a Roberto Luna la integración de los accesos exteriores con el vestíbulo. Arata Isozaki diseñó un gran patio inglés caracterizado por sus volúmenes en distintos planos horizontales y un revestimiento con piedra caliza blanca de Cabra, ambos elementos en claro homenaje al Pabellón alemán que Mies van Der Rohe diseñó para la Exposición Internacional de 1929 y que se encuentra justo en frente. Isozaki conectó el patio con el vestíbulo del centro a través de una gran cristalera que difumina los límites entre interior y exterior. Además, situó en el patio un “jardín secreto” en el que el agua, sus reflejos y su sonido definen la experiencia espacial.

Tras cinco años de restauración, CaixaForum Barcelona abrió sus puertas en 2002.

## Piezas icónicas
En el interior del edificio pueden verse de forma permanente tres grandes obras de la Colección de Arte Contemporáneo de la Fundación "la Caixa": Splat, Wall drawing (2001), de Sol LeWitt; Ambiente Spaziale (1951), de Lucio Fontana, y Se cuenta detrás del hueso - Espacio de dolor (1983), de Joseph Beuys. 

## Exposiciones y actividades culturales
CaixaForum pone a disposición del público una programación de exposiciones temporales con disciplinas que van desde pintura, dibujo, escultura o fotografía, hasta el arte antiguo y el arte contemporáneo. Gracias a la colaboración con grandes museos internacionales como el Museo Británico, el Museo del Prado o el Museo del Louvre, permite disfrutar de piezas únicas y de la obra de artistas de enorme prestigio en la ciudad de Barcelona.
Con la finalidad de aproximar aún más los contenidos al público, las muestras cuentan con un servicio permanente de educadores para resolver cualquier duda o curiosidad, con espacios educativos pensados para los más pequeños y con actividades complementarias, como ciclos de conferencias y otras propuestas. Pero, además, hace una fuerte apuesta por las visitas comentadas, tanto a las exposiciones como a la fábrica modernista, para escuelas, familias, adultos y grupos organizados. 
El centro también dispone de un amplio programa de actividades culturales dirigido a todos los públicos, que incluye ciclos de conferencias de divulgación sobre arte, pensamiento, literatura o música, ciclos de cine, conciertos, espectáculos o talleres. 
Bajo la etiqueta Found!, ofrece una programación especialmente pensada para el público más culturalmente inquieto, con actividades como encuentros con creadores, los DNIT o shows de música electrónica y ciclos de cine documental en colaboración con el Dart Festival.
También se puede encontrar en sus instalaciones el espacio Symphony, una experiencia inmersiva audiovisual única, gracias a la tecnología de realidad virtual: un viaje a través de las emociones y la música, de la mano del director de orquesta Gustavo Dudamel y la Mahler Chamber Orchestra.
En los meses de julio y agosto, las Noches de Verano de CaixaForum Barcelona son una de las citas culturales imprescindibles de la ciudad.
La experiencia en el centro cultural se completa con la tienda-librería LAIE (con bibliografía especializada y objetos de diseño) y el café-restaurante, que ofrece menús diarios y menús temáticos inspirados en las exposiciones.